# Синовіт
Синовіт (інколи, синовіїт) — це медичний термін для позначення запалення синовіальної оболонки(synovial membrane). Ця мембрана вистилає суглоби, які мають порожнини, відомі як синовіальні суглоби. Стан, як правило, болючий, особливо коли суглоб рухається. Суглоб зазвичай набрякає через скупчення синовіальної рідини.
Синовіт може виникнути в поєднанні з артритом, а також вовчаком, подагрою та іншими станами. Частіше зустрічається при ревматоїдному артриті, ніж при інших формах артриту, і таким чином, може бути діагностичним фактором, хоча він також присутній у суглобах, уражених остеоартритом. При ревматоїдному артриті фібробластоподібні синовіоцити, вузькоспеціалізовані мезенхімальні клітини, що знаходяться в синовіальній оболонці, відіграють активну і помітну роль у синовиті. Тривале виникнення синовіту може призвести до дегенерації суглоба.

## Ознаки та симптоми
Синовіт спричиняє надмірну чутливість або біль у суглобах, набряк і тверді ущільнення, які називаються вузликами. При поєднанні з ревматоїдним артритом набряк є кращим показником, ніж надмірна чутливість.

## Діагнозування
Ревматолог має на меті діагностувати причину болю у пацієнта, спочатку визначивши, чи знаходиться вона всередині самого суглоба, тобто справжній синовіт, чи це насправді викликане запаленням сухожиль, яке називається тендонітом. Для встановлення точного діагнозу часто потрібна візуалізація, така як МРТ або УЗД опорно-рухового апарату.
Для діагностики характеру синовіальної рідини (запальна, гнійна, з кристалами та ін.) виконують діагностичні пункції суглоба з метою отримати синовільну рідину для подальшого лабораторного дослідження.

## Лікування
Симптоми синовіту можна лікувати за допомогою протизапальних препаратів, таких як НПЗП. Ін'єкція стероїдів може бути зроблена безпосередньо в уражений суглоб. Специфічне лікування залежить від основної причини синовіту.
Для зменшення тиску в суглобі через скупчення надмірної кількості синовіальної рідини та для наступного внутрішньосуглобового введення лікарськи засобів (глюкокортикостероїдів та ін.) проводять пункцію суглоба.